# Прикончи их всех 2
«Прико́нчи их все́х 2» (англ. Kill'em All 2) — американский боевик режиссёра Валерия Милева с Жан-Клод-Ван Даммом в главной роли, сиквел фильма «Прикончи их всех» (2017).
Мировая премьера состоялась 24 сентября 2024 года, а 25 декабря 2024 года состоялась премьера на стриминговом сервисе Netflix.

## Сюжет
Действие фильма происходит через семь лет после событий первой части. Отставной шпион ЦРУ Филипп и его дочь Ванесса живут в маленькой итальянской деревне. Несмотря на то, что агентство помогло им спрятаться, их находит Влад, который хочет отомстить Филиппу за смерть своего брата.

## В ролях
- Жан-Клод Ван Дамм — Филипп
- Жаклин Фернандес — Ванесса
- Димитер Дойчинов — Каз
- Андрей Ленарт — Влад Петрович
- Петер Стормаре — агент Холман
- Талия Ассераф — Лидия
- Антонио Иуорио — Говел
- Николас Ван Варенберг — Иван
- Давид Себасти — менеджер банка
- Мария Кончита Алонсо — агент Сандерс
- Вячеслав Хритов — наёмник
- Мередит Микельсон — Надя
- Энни Безикиан — работник отеля
- Мартина Ди Форте — продавщица кофе
- Ана Голджа — девушка Говеля

## Производство
Съёмки проходили на карибском острове Антигуа в январе 2024 года. Сценарий написал Джеймс Эгнью. Дочь Жан-Клода — Бьянка Бриджит Ван Дамм сыграла в фильме вместе с отцом. Продюсером проекта стал Андреа Иерволино.

## Релиз
Премьера «Прикончи их всех 2» состоялась 24 сентября 2024 года на DVD и Blu-Ray.
«Прикончи их всех 2» вышел на Netflix 25 декабря 2024 года, релиз проходит в рамках 18-месячного контракта с Sony Pictures на первое окно.